# 九人会
九人会（くにんかい）は、朝鮮で1933年8月に結成された文学親睦会。海外文学派と並んで1930年代に勢いを増していたプロレタリア文学に対抗し、朝鮮の純粋文学の発展に大きな貢献を果たした。

## 概要
1933年8月、李鍾鳴、金幽影を発起人として、李孝石、李無影、柳致真、趙容萬、李泰俊、金起林、鄭芝溶の9名が集まり、「九人会」を組織する。間もなく、李鍾鳴、金幽影、李孝石が脱会し、朴泰遠、李箱、朴八陽が入会する。さらに、後になって、柳致真、趙容萬が脱退したが、金裕貞、金煥泰が加わったように、同人は常に9人で構成された。
九人会の活動はあくまで文学親睦会に過ぎず、組織的な活動としては、1936年に機関紙『詩と小説』を1度発行したのみである。しかし、九人会に属した同人達は当時の朝鮮文壇を引っ張る若手・中堅の文士達であり、個々の文芸活動は非常に優れたものであった。九人会の文学的目的は、1930年代に勢いを増していたプロレタリア文学に対抗する純粋文学の確立であり、美的領域の近代性を追求することであった。
九人会は、団体としての活動こそほとんどなかったが、個々の文士達との親睦を通して朝鮮文学の水準を高めたことによって、大きな評価を得ている。